# 阿瑟·邓克尔
阿瑟·邓克尔（Arthur Dunkel，1932年8月23日—2005年6月5日)，瑞士人，1980年－1993年任關稅與貿易總協定总幹事，積極推動各國間的自由貿易，1991年尾開始草擬烏拉圭會談的內容，奠定了1994年烏拉圭會談的基礎，成功促使超過120個國家參與成立世界貿易組織。